# 蔵の宿
『蔵の宿』（くらのやど）は、西ゆうじ原作・田名俊信作画による漫画。芳文社の漫画雑誌『週刊漫画TIMES』で1998年9月から2010年8月まで連載された。単行本は同社の芳文社コミックスから、1999年より2009年9月までに全59巻が刊行されている。2000年にはテレビドラマ化された。

## あらすじ
一流ホテルのアシスタントマネージャーだった神尾茜は、夫・修平と東京で暮らしていた。父・才治郎が病に倒れたとの報せが入り、茜は福井県で「蔵岡酒造」という造り酒屋を営む実家に帰省する。病床の父は、茜に酒屋を継いでほしいと懇願し急逝。茜は家を継ぐことを頑なに拒んでいたが、酒蔵を改築して旅館を開くことを思い立つ。客の疲れを癒すぬくもりのある宿を目指し、茜は旅館「蔵の宿」を開業する。

## テレビドラマ
TBS系列「ドラマ30」枠にて2000年10月2日から12月1日まで放送された。制作は中部日本放送（CBC）。放送時間は月曜から金曜の13:30-14:00（JST）。全9週、45回。福井県が舞台のため、福井放送（日本テレビ系列・テレビ朝日系列クロスネット局）でも、平日の午前中に集中放送された。

### キャスト
（）内は演じた役者名。
- 神尾茜（田中美奈子）
  - 蔵岡才治郎の一人娘。プリンセスホテルで初の女性総支配人になれる人材と言われていたが退職し旅館蔵の宿を設立する。
- 神尾修平（池田政典）
  - 茜の夫。元ビールメーカーの研究員だがリストラされる。蔵岡酒造の蔵元となる。
- 幸田耕三（原作では隆三）（田口計）
  - 蔵岡才治郎の弟（原作では才治郎の父才助の弟で三男。次男の徳二は太平洋戦争で戦死）。幸田酒店に養子に出されたことを恨む。蔵岡酒造の乗っ取りを企む。蔵岡町町議会議員。
- 増田則夫（江幡高志）
  - 蔵岡町唯一の宿泊施設増田旅館の経営者。蔵の宿を憎む。間の抜けたところがある。蔵岡町町議会議員。
- 林（遠藤太津朗）
  - そば打ち名人。蔵の宿にてそば会席を提供する。
- 藤田君子（片岡富枝）
  - 蔵岡酒造の対面のたばこ屋の店主。
- 島田（川合伸旺）
  - 蔵岡酒造の杜氏。
- 坂下淳子（原久美子）
  - 利き酒師。後に蔵の宿に就職する。
- 堀江（睦五朗）
- 田所総支配人（川地民夫）
  - プリンセスホテルの総支配人。茜のプリンセスホテル時代の上司。
- 岩田和樹
- 木村美奈子
- 由佳（松本あまり）
  - 蔵の宿の仲居
- 未久（栗田麻衣）
  - 蔵の宿の仲居
- 役名不明（堀光昭）
- 土田ユミ
- 役名不明（手塚学）
- 新島愛一朗
- 石井揮之
- 伊藤豊子
- 蔵岡信江（櫻町弘子）
  - 才治郎の妻。蔵の宿開業後は経理担当。
- 蔵岡才治郎（長門勇）
  - 蔵岡酒造先代蔵元。物語冒頭で急死する。

### スタッフ
- 脚本：友澤晃一
- 演出：堀場正仁、大羽秀樹、佐藤和成
- 演出補：西村信
- 音楽：猪股義周
- 美術デザイン：三木和彦
- 撮影技術：長崎康弘
- 技術：河野浩之、加藤幸稔、伊藤義之
- 照明：森圭司、内山康輔
- 調整：成田徹男、後藤稔彦
- 制作進行：田中靖浩
- 制作デスク：廣瀬幸江
- 番組宣伝：横地晶子
- 企画協力：堀地巌
- ロケ協力：東京第一ホテル、原病院、福井県丸岡町、美濃市観光協会
- 制作協力：名古屋東通、エヌ・ティー・ピー、第一舞台、若尾綜合病院
- プロデューサー補：小柳津恵一
- プロデューサー：山本恵三、冨永晃一

### 主題歌
- 徳永英明「種」

## 蔵の宿 雪と花と
茜の養女・雪子を主人公とする次世代編『蔵の宿 雪と花と』（くらのやど ゆきとはなと）が、引き続き『週刊漫画TIMES』に連載された（単行本は2011年までに既刊3巻）。
原作者の西が2013年2月6日に死去したため、第122話（同年1月25日号（1月11日発売）掲載）を最後に長期中断となった（2月22日号（2月8日発売）には『蔵の花』本編過去作を再録している）。西の遺族・作画者の田名・編集部の間で行なわれた交渉を経て、同年8月2日号（7月19日発売）から利根敦の脚本により再開され、同年9月6日号（8月23日発売）で最終回を迎えた。